# Kathleen Funchion

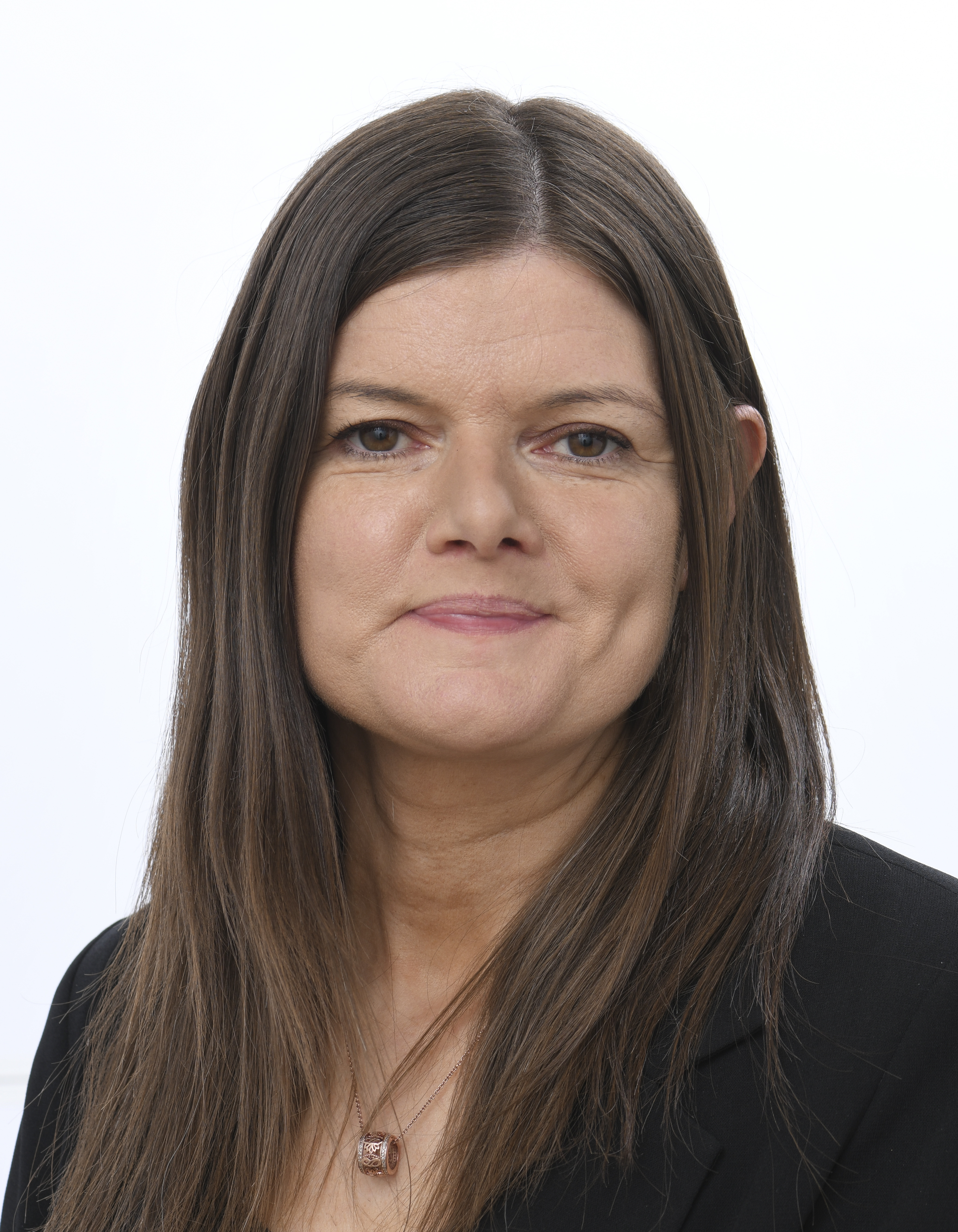
Kathleen Funchion (2024)

Kathleen Funchion (* 22. April 1981 in Callan, County Kilkenny, Irland) ist eine irische Politikerin der Sinn Féin. Von Februar 2016 bis Sommer 2024 war sie Teachta Dála im irischen Unterhaus Dáil Éireann. Seit 2024 ist sie Abgeordnete im Europäischen Parlament.

## Leben
Kathleen Funchion machte ihren Abschluss in Soziologie am American College Dublin und engagierte sich anschließend für Arbeitnehmerrechte. 2007 heiratete sie David Cullinane, ebenfalls Abgeordneter der Sinn Féin, mit dem sie zwei Kinder hat. 2013 ließen sich beide scheiden. 
2009 wurde sie Mitglied im Kilkenny Borough Council und ab 2014 im Kilkenny County Council. 
Bei den Wahlen zum Dáil Éireann 2016 trat im Wahlkreis Carlow–Kilkenny an und wurde dort für die Sinn Féin gewählt. 
Im April 2024 wurde sie als Kandidatin der Sinn Féin für die Europawahl im Wahlbezirk South aufgestellt und am 7. Juni 2024 in das Europäische Parlament gewählt.
Kathleen Funchion lebt in Kilkenny.